# Basilio Curticio
Basilio Curticio (in greco Βασίλειος Κουρτίκης/Κουρτίκιος?, Basil Kourtikes o Kourtikios; fl. XI-XII secolo) è stato un militare e diplomatico bizantino durante il regno di Alessio I Comneno.

## Biografia

### Gioventù
Non si sa molto della prima vita di Curticio. La sua famiglia, i Curticio, era di origine armena, essendo occasionalmente menzionata in ambito bizantino sin dalla fine del IX secolo. Lo stesso Basilio proveniva da Adrianopoli ed era cugino di Giorgio Paleologo.
Curticio viene menzionato per la prima volta nel 1077, come partecipante alla rivolta di Niceforo Briennio il Vecchio, dove si distinse nella cattura di Traianopoli da parte delle forze ribelli.  Dopo la sconfitta di Briennio da parte delle truppe imperiali di Alessio Comneno (imperatore nel 1081-1118) nella battaglia di Kalavrye, Curticio si avvalse dell'amnistia dichiarata dall'imperatore Niceforo III Botaneiate (r. 1078-1081) ed entrò al servizio imperiale. Combatté presto, sotto Alessio Comneno, contro un altro generale ribelle, Niceforo Basilacio, catturando il fratello di Basilacio nella battaglia che pose fine alla rivolta.
Nel 1080, Curticio partecipò a una campagna contro il generale ribelle Niceforo Melisseno. Insieme a suo cugino, Giorgio Paleologo, fu posto sotto il comando dell'incompetente eunuco di corte Giovanni, che si rifiutò di seguire i loro suggerimenti. Ben presto, però, Giovanni si spaventò per i continui attacchi dei turchi e lasciò l'esercito nelle mani di Paleologo. Sebbene quest'ultimo riuscì a salvare l'esercito dal disastro, Giovanni si lamentò dei due a corte e, al suo ritorno a Costantinopoli, li incolpò della sconfitta.

### Alle dipendenze di Alessio I Comneno
Nel 1083, Curticio partecipò alla campagna di Alessio contro i siculo-normanni in Tessaglia. Nella primavera del 1087, cercò di opporsi all'avanzata dei peceneghi in Tracia e, durante la campagna estiva dello stesso anno contro i peceneghi, fu uno dei sei guerrieri scelti da Alessio per formare le sue guardie del corpo. Curticio rimase probabilmente al fianco di Alessio durante le campagne dei due anni successivi contro i peceneghi. Quando Alessio lasciò l'esercito per Costantinopoli nell'inverno del 1090, Curticio e Nicola Maurocatacalo furono lasciati indietro come co-comandanti e incaricati di rifortificare le città dei Balcani e di preparare la campagna dell'anno successivo.
Curticio fu inviato come ambasciatore presso il sovrano selgiuchide, il sultano Malik Shah I (r. 1071-1092) per portare avanti il progetto di un'alleanza matrimoniale; ma non aveva ancora raggiunto la corte selgiuchide quando ricevette la notizia della morte del sultano e dovette tornare indietro. Nonostante l'alta considerazione di cui godeva e l'apparente fiducia che Alessio riponeva in lui, Curticio partecipò alla congiura fallita dei fratelli Anema, che lo portò all'arresto, all'umiliazione pubblica e all'imprigionamento; le sue proprietà vennero confiscate. Non si sa altro di lui.